# Fays (Alta Marna)
Fays è un comune francese di 80 abitanti situato nel dipartimento dell'Alta Marna nella regione del Grand Est.

## Società

### Evoluzione demografica
Abitanti censiti